# Donja Gata
Donja Gata (serbisch-kyrillisch Доња Гата) ist eine Ortschaft in der Gemeinde Bihać im Nordwesten von Bosnien und Herzegowina. Es gehört zum Kanton Una-Sana der Föderation Bosnien und Herzegowina.

## Geographie
Der Ort liegt südlich des Stadtzentrums von Bihać am Fuß des Berges Gola Plješivica (1646 m).

## Bevölkerung
Zur Volkszählung 1991 hatte Donja Gata 198 Einwohner. Davon bezeichneten sich 197 (99,5 %) als Serben.